# Jerzy Ficowski

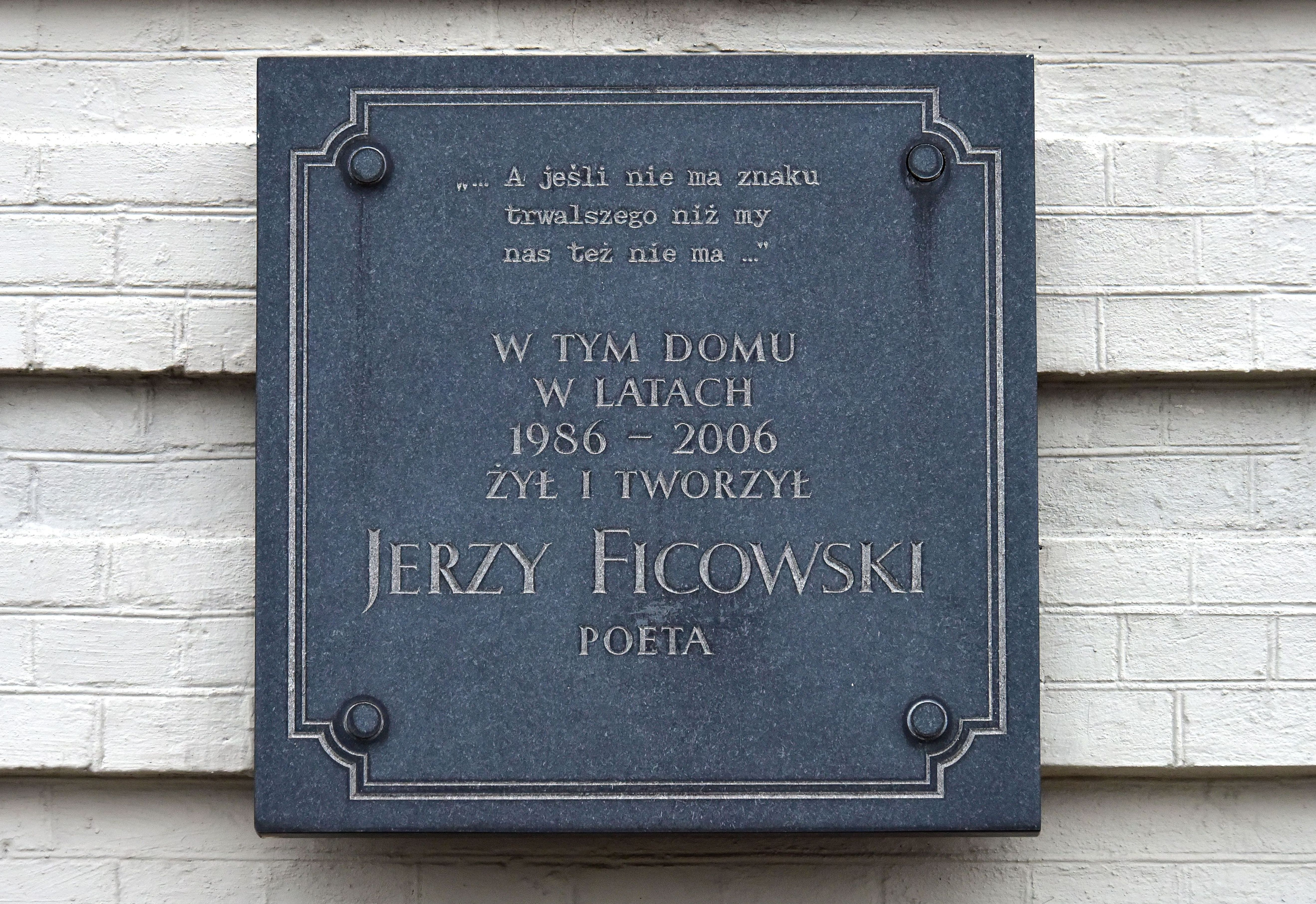
Tablica pamiątkowa przy placu Inwalidów 4/6/8 w Warszawie

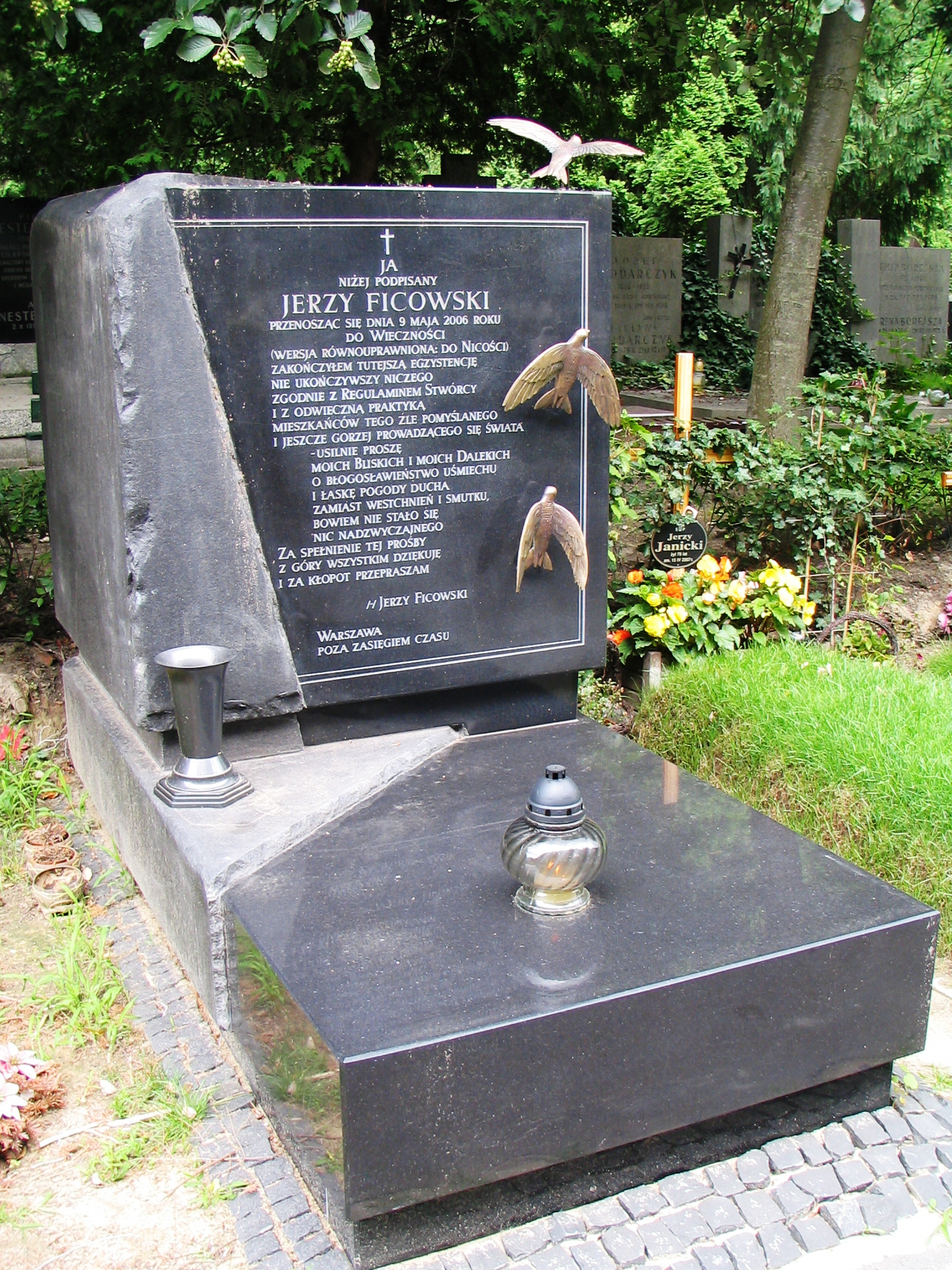
Grób Jerzego Ficowskiego na cmentarzu Wojskowym na Powązkach w Warszawie

Jerzy Tadeusz Ficowski (ur. 4 września 1924 w Warszawie, zm. 9 maja 2006 w Wildze) – polski poeta, eseista, autor tekstów piosenek, prozaik, tłumacz, żołnierz Armii Krajowej (ps. „Wrak”), uczestnik powstania warszawskiego, znawca folkloru żydowskiego i cygańskiego, badacz twórczości Brunona Schulza.

## Życiorys
Urodził się w inteligenckiej rodzinie Tadeusza, prawnika, i Haliny z domu Średnickiej (zm. 1971), urzędniczki. Ukończył szkołę powszechną w Warszawie, od 1937 kontynuował naukę w VII Państwowym Gimnazjum Męskim im. Stanisława Staszica, następnie w Gimnazjum im. Jana Zamoyskiego.
Podczas II wojny światowej mieszkał we Włochach pod Warszawą. Uczęszczał na tajne komplety Gimnazjum im. Jana Zamoyskiego w Warszawie. W październiku 1943 został aresztowany w łapance. Był więźniem Pawiaka. W powstaniu warszawskim walczył jako żołnierz pułku AK „Baszta” na Mokotowie. Po upadku powstania trafił do Stalagu X B Sandbostel na terenie Rzeszy.
Do Polski powrócił po wyzwoleniu w 1945. W latach 1946–1950 studiował filozofię i socjologię na Uniwersytecie Warszawskim.
Debiutował w 1948 tomikiem Ołowiani żołnierze. W 1948 został aresztowany przez Informację Wojskową. Osadzony w więzieniu, był brutalnie torturowany i namawiany do podjęcia współpracy. Po zwolnieniu, w latach 1948–1950 wędrował po Polsce razem z taborami romskimi. Od 1949 był członkiem angielskiego stowarzyszenia Gypsy Lore Society. Przełożył i opublikował pieśni cygańskiej poetki Papuszy. Jako wielojęzyczny tłumacz (z hiszpańskiego, romskiego, rosyjskiego, niemieckiego, włoskiego, francuskiego, rumuńskiego i jidysz), był też znawcą ludowej poezji żydowskiej (opublikowanej w tomie Rodzynki z migdałami, 1964), specjalizował się również w poezji i tłumaczeniach utworów Federico Garcii Lorki. Przetłumaczył wiersze młodego Bolesława Leśmiana z języka rosyjskiego na polski (Pochmiel księżycowy: wiersze rosyjskie, Czytelnik, 1987). 
Zafascynowany twórczością Brunona Schulza próbował w 1942 nawiązać korespondencję z autorem. Dowiedziawszy się o jego śmierci, postanowił zająć się badaniem jego twórczości, a także dokumentowaniem pozostałych po nim rękopisów, listów, rysunków i innych pamiątek. Wydane przez Ficowskiego książki Regiony wielkiej herezji oraz Okolice sklepów cynamonowych do dziś pozostają fundamentalnymi pracami literaturoznawczymi i bezcennym źródłem informacji.
Od 1960 roku pisał też teksty piosenek, które zyskały popularność. Śpiewali je m.in. tacy artyści, jak: Katarzyna Bovery, Michaj Burano, Dżamble, Anna German, Kalina Jędrusik, Stanisław Jopek, Herbert Renn, Waldemar Kocoń, Stenia Kozłowska, Jolanta Kubicka, Halina Kunicka, Kwartet Warszawski, Masio Sylwester Kwiek, Maryla Lerch, Aneta Łastik, Halina Łukomska, Państwowy Zespół Ludowy Pieśni i Tańca „Mazowsze”, Jerzy Michotek, Regina Pisarek, Ewa Podleś, Jerzy Połomski, Jadwiga Prolińska, Sława Przybylska, Randia, Maryla Rodowicz, Rena Rolska, Hanna Rumowska, Irena Santor, Jarema Stępowski, Mieczysław Wojnicki.
Wydano płytę z jego utworami dla najmłodszych i muzyką Władysława Słowińskiego Dom, w którym śmieszy – wiersze dla dzieci (LP, Muza SXL-1173), na której można usłyszeć: Janusza Zakrzeńskiego, Wieńczysława Glińskiego, Lecha Ordona, Mirosławę Krajewską, Włodzimierza Pressa, Ewę Żukowską.
Jego najstarsza twórczość powstawała pod wpływem wierszy Juliana Tuwima, później jednak nawiązywał do awangardy okresu międzywojennego, groteski i elementów świata fantastycznej baśni. Następnie w jego poezji wyraźniejsze stały się refleksyjne wątki moralno-społeczne.
Gdy w 1975 podpisał list 59, został objęty zakazem druku do 1980. Członek KOR i KSS „KOR”. Był członkiem Stowarzyszenia Pisarzy Polskich.
Był dwukrotnie żonaty. Pierwszą żoną poety była malarka Wanda z domu Komala, drugą Elżbieta Bussold z domu Koppel (ślub w 1968). Miał trzy córki: Krystynę, Magdalenę i Annę Ficowską-Teodorowicz.
Zmarł nagle 9 maja 2006 w swoim domu letnim w Wildze, pochowany w Alei Zasłużonych na cmentarzu Wojskowym na Powązkach w Warszawie (kwatera A29-tuje-15).

## Filmografia
W 1974 powstał film dokumentalny Papusza w reżyserii Mai Wójcik oraz Ryszarda Wójcika. Realizatorzy filmu opisali obyczaje i życie społeczności cygańskiej. Bohaterami filmu byli Papusza oraz Jerzy Ficowski. W 1998 Paweł Woldan zrealizował dokumentalny film biograficzny – Amulety i definicje, czyli Szkic do portretu Jerzego Ficowskiego.
W 2013 Krzysztof Krauze i Joanna Kos-Krauze zrealizowali fabularny film Papusza, w którym rolę Jerzego Ficowskiego odtwarzał Antoni Pawlicki.

## Publikacje

### Poezja
- Ołowiani żołnierze (1948)
- Zwierzenia (1952)
- Po polsku (1955)
- Moje strony świata (1957)
- Makowskie bajki (1959, w tym wydawnictwie zamieszczone zostały obrazy Tadeusza Makowskiego)
- Amulety i definicje (1960)
- Pismo obrazkowe (1962)
- Ptak poza ptakiem (1968)
- Odczytanie popiołów (I wydanie: 1979, Londyn, Association of Jews of Polish Origin in Great Britain; I wydanie krajowe: 1980, Warszawa, Niezależna Oficyna Wydawnicza)[14]
- Gryps i Errata (1981)
- Śmierć jednorożca (1981)[15]
- Przepowiednie. Pojutrznia (1983)
- Inicjał (1994)[16]
- Mistrz Manole i inne przekłady (2004)[17]
- Zawczas z poniewczasem, (2004)[18]
- Pantareja (2006)[19]
- Lodorosty i bluszczary. Wiersze dla dzieci (il. Gosia Herba, oprac. Jarosław Borowiec), Wydawnictwo Wolno, 2017[20]
- Bylejaczek (il. Gabriela Gorączko), Wydawnictwo Wolno, 2021[21]

### Piosenki (wybór)
- Andaluzyjska romanca (muz. Roman Sielicki)
- Ballada cygańska (Wezmę w drogę złoty księżyc; muz. M. Święcicki)
- Ballada o niebie i ziemi (muz. R. Czubaty)
- Bezdomna muzyczka (muz. Marek Sart)
- Bez Ciebie nie ma mnie (muz. Anna German)
- Co daje deszcz (muz. Anna German)
- Cygańska letnia noc (muz. Stefan Rembowski)
- Cygańska ballada (muz. Edward Pałłasz)
- Cztery karty (muz. Anna German)
- Daj mi tęczę na niedzielę (muz. Anna German)
- Dziewczęta z Nowolipek (muz. Leszek Bogdanowicz)
- Furman (muz. Tadeusz Sygietyński)
- Feralna dziewczyna (muz. Anna German)
- Jadą wozy kolorowe (muz. S. Rembowski)
- Mieszkamy w barwnych snach (muz. Anna German)
- Mój generał ołowiany (muz. Anna German)
- Mój stryjek jest hodowcą moli (muz. Anna German)
- Naga rzeka (muz. J. Horwath, Andrzej Zaucha)
- Najszaleńszy szaławiła (muz. Anna German)
- Odejdziesz i tak (muz. Władysław Szpilman)
- O lejli-hej (muz. Anna German)
- Polonez warszawski (muz. Tadeusz Sygietyński)
- Powracające walczyki (muz. Anna German)
- Serenada, serenada (muz. Jerzy Harald)
- Swierkowa Kolęda (muz. Anna German)
- Syg, Sygedyr (muz. M. Sart)
- Szlifierz warszawski (muz. S. Rembowski)
- Taki Mały Ptak (muz. Anna German)
- To chyba maj (muz. Anna German)
- Wiatr mieszka w dzikich topolach (muz. M. Sewen)
- Woziwoda (muz. M. Sart)
- Znajoma uliczka (muz. J. Harald)

### Utwory pisane prozą poetycką
- Wspominki starowarszawskie (1959)[22]
- Czekanie na sen psa (1970)[23]

### Inne
- Cyganie polscy (1953)
- Cyganie na polskich drogach (1965, 1985, 2013)
- Gałązka z drzewa słońca (1961)
- Rodzynki z migdałami (1964)
- Regiony wielkiej herezji (1967; nowe, uzupełnione wydania 1975, 1992, 2002)
- Okolice sklepów cynamonowych (1986)[24]
- Demony cudzego strachu (1986)[25]
- Cyganie w Polsce. Dzieje i obyczaje (1989)[26]
- W sierocińcu świata. Rzecz o Witoldzie Wojtkiewiczu (1993)[27]

## Ordery i odznaczenia
- Krzyż Komandorski z Gwiazdą Orderu Odrodzenia Polski (2004)[28]
- Krzyż Walecznych[4]
- Medal Wojska (1984)[4]
- Złoty Krzyż Zasługi (1956)[4]
- Krzyż Armii Krajowej[29]
- Medal ZAiKS-u (1988)[30]
- Odznaka ZAiKS-u (1987)[30]

## Nagrody i wyróżnienia
- II nagroda na Międzynarodowym Festiwalu Piosenki w Sopocie za piosenkę Woziwoda (1961)
- wyróżnienie na Krajowym Festiwalu Polskiej Piosenki w Opolu za Balladę cygańską (1963)
- III nagroda na Międzynarodowym Festiwalu Piosenki w Sopocie za Jadą wozy kolorowe (1970)
- nagroda TVP i nagroda czytelników „Głosu Wybrzeża” za Jadą wozy kolorowe (1970)
- Nagroda polskiego Pen Clubu za przekłady poetyckie (1977)
- Nagroda poetycka im. Tadeusza Sułkowskiego, przyznana przez Oficynę Poetów i Malarzy w Londynie za Odczytanie popiołów (1981)[29]
- Nagroda Fundacji im. Alfreda Jurzykowskiego za całokształt twórczości literackiej (1984)[29]
- Nagroda literacka izraelskiego „Kacetnika” za twórczość poświęconą ratowaniu pamięci Żydów (1986)[7]
- Nagroda im. Jana Karskiego i Poli Nireńskiej za wkład w popularyzowanie kultury żydowskiej w Polsce (1994)[29]
- Nagroda literacka ZAiKS-u dla tłumaczy (1997)[30]
- Nagroda PEN Clubu za twórczość poetycką (1999)[31]
- tytuł Człowieka Pogranicza przyznany przez Fundację Pogranicze oraz Ośrodek „Pogranicze - sztuk, kultur, narodów” (1999)[11]
- Nagroda Literacka im. Władysława Reymonta (2005)
- Nagroda specjalna „Literatury na Świecie” za całokształt dorobku translatorskiego (2005)[32]

## Upamiętnienie
- Tablica pamiątkowa przy placu Inwalidów 4/6/8 w Warszawie[33].
- W 2015 córka Anna Ficowska–Teodorowicz i żona Elżbieta Ficowska ustanowiły Fundację im. Jerzego Ficowskiego, by „strzec jego miejsca w polskiej kulturze, przechowywać pamięć o nim i wspierać działania bliskie mu duchem”[11].